# NGC 1482
NGC 1482 este o galaxie lenticulară situată în constelația Eridanul. A fost descoperită în 19 decembrie 1799 de către William Herschel. Se află la o distanță de 25 de megaparseci de Pământ.